# Lista de deputados estaduais do Rio Grande do Sul da 54.ª legislatura
Esta é uma lista de deputados estaduais do Rio Grande do Sul da 54ª legislatura. São relacionados o nome civil dos parlamentares que assumiram o cargo em 1 de fevereiro de 2015, cujo mandato expirou em 1 de fevereiro de 2019.

## Composição das bancadas
| Partido | Líder                   | Bancada | Posição      |
| ------- | ----------------------- | ------- | ------------ |
| PT      | Luiz Fernando Mainardi  | 11 / 55 | Oposição     |
| PMDB    | Tiago Simon             | 8 / 55  | Governo      |
| PP      | Sérgio Turra            | 7 / 55  | Governo      |
| PDT     | Gerson Burmann          | 7 / 55  | Oposição     |
| PTB     | Luís Augusto Lara       | 5 / 55  | Governo      |
| PSDB    | Jorge Pozzobom          | 4 / 55  | Governo      |
| PSB     | Elton Weber             | 3 / 55  | Governo      |
| PCdoB   | Manuela d'Ávila         | 2 / 55  | Oposição     |
| PPS     | Any Ortiz               | 1 / 55  | Governo      |
| PV      | João Reinelli           | 1 / 55  | Independente |
| PSD     | Mário Jardel Ribeiro[a] | 1 / 55  | Governo      |
| PPL     | Miguel Bianchini        | 1 / 55  | Oposição     |
| PSOL    | Pedro Ruas              | 1 / 55  | Oposição     |
| REDE    | Regina Becker Fortunati | 1 / 55  | Oposição     |
| PRB     | Sergio Peres            | 1 / 55  | Independente |
| PR      | Volnei da Silva Alves   | 1 / 55  | Independente |

## Deputados Estaduais
| Número | Deputado                    | Partido | Votação | %     | Cidade onde nasceu        | Unidade Federativa |
| ------ | --------------------------- | ------- | ------- | ----- | ------------------------- | ------------------ |
| 65656  | Manuela d'Ávila             | PCdoB   | 222.436 | 3,64% | Porto Alegre              | Rio Grande do Sul  |
| 45111  | Lucas Redecker              | PSDB    | 96.561  | 1,58% | Novo Hamburgo             | Rio Grande do Sul  |
| 12512  | Marlon Santos               | PDT     | 91.100  | 1,49% | Cachoeira do Sul          | Rio Grande do Sul  |
| 11111  | Silvana Covatti             | PP      | 89.130  | 1,46% | Frederico Westphalen      | Rio Grande do Sul  |
| 13655  | Edegar Pretto               | PT      | 73.122  | 1,20% | Miraguaí                  | Rio Grande do Sul  |
| 10300  | Sergio Peres                | PRB     | 67.002  | 1,10% | Santo Antônio da Patrulha | Rio Grande do Sul  |
| 11233  | Pedro Westphalen            | PP      | 65.134  | 1,07% | Cruz Alta                 | Rio Grande do Sul  |
| 12412  | Eduardo Loureiro            | PDT     | 60.816  | 1,00% | Santo Ângelo              | Rio Grande do Sul  |
| 12333  | Gilmar Sossella             | PDT     | 57.490  | 0,94% | Tapejara                  | Rio Grande do Sul  |
| 11411  | Ernani Polo                 | PP      | 57.427  | 0,94% | Ijuí                      | Rio Grande do Sul  |
| 15550  | Fábio Branco                | PMDB    | 57.135  | 0,94% | Rio Grande                | Rio Grande do Sul  |
| 13555  | Luiz Fernando Mainardi      | PT      | 56.629  | 0,93% | Sobradinho                | Rio Grande do Sul  |
| 15200  | Edson Brum                  | PMDB    | 55.887  | 0,91% | Rio Pardo                 | Rio Grande do Sul  |
| 12233  | Ciro Simoni                 | PDT     | 55.622  | 0,91% | Porto Alegre              | Rio Grande do Sul  |
| 14200  | Aloísio Classmann           | PTB     | 52.771  | 0,86% | Campo Novo                | Rio Grande do Sul  |
| 14114  | Marcelo Moraes              | PTB     | 52.269  | 0,86% | Porto Alegre              | Rio Grande do Sul  |
| 13120  | Jeferson Oliveira Fernandes | PT      | 50.437  | 0,83% | Santo Ângelo              | Rio Grande do Sul  |
| 11122  | Frederico Antunes           | PP      | 48.577  | 0,80% | Uruguaiana                | Rio Grande do Sul  |
| 45678  | Jorge Pozzobom              | PSDB    | 48.244  | 0,79% | Santa Maria               | Rio Grande do Sul  |
| 14470  | Ronaldo Santini             | PTB     | 47.829  | 0,78% | Lagoa Vermelha            | Rio Grande do Sul  |
| 14789  | Luís Augusto Lara           | PTB     | 47.738  | 0,78% | Bagé                      | Rio Grande do Sul  |
| 13003  | Tarcisio Zimmermann         | PT      | 47.465  | 0,78% | Santo Cristo              | Rio Grande do Sul  |
| 18580  | Regina Becker Fortunati     | REDE    | 46.788  | 0,77% | São Leopoldo              | Rio Grande do Sul  |
| 12312  | Gerson Burmann              | PDT     | 46.173  | 0,76% | Ijuí                      | Rio Grande do Sul  |
| 15150  | Alexandre Postal            | PMDB    | 44.856  | 0,73% | Guaporé                   | Rio Grande do Sul  |
| 13713  | Valdeci Oliveira            | PT      | 44.501  | 0,73% | Santa Maria               | Rio Grande do Sul  |
| 40120  | Elton Weber                 | PSB     | 44.444  | 0,73% | Nova Petrópolis           | Rio Grande do Sul  |
| 11240  | Adolfo Brito                | PP      | 44.224  | 0,72% | Sobradinho                | Rio Grande do Sul  |
| 45600  | Pedro Pereira               | PSDB    | 43.535  | 0,71% | Canguçu                   | Rio Grande do Sul  |
| 13630  | Nelsinho Metalúrgico        | PT      | 42.102  | 0,69% | Esteio                    | Rio Grande do Sul  |
| 13113  | Stela Farias                | PT      | 41.719  | 0,68% | Ibirubá                   | Rio Grande do Sul  |
| 13500  | Zé Nunes                    | PT      | 41.609  | 0,68% | São Lourenço do Sul       | Rio Grande do Sul  |
| 15444  | Vilmar Zanchin              | PMDB    | 41.488  | 0,68% | Marau                     | Rio Grande do Sul  |
| 55016  | Mário Jardel Ribeiro[a]     | PSD     | 41.227  | 0,67% | Fortaleza                 | Ceará              |
| 14777  | Maurício Dziedricki         | PTB     | 40.009  | 0,65% | Curitiba                  | Paraná             |
| 15000  | Gabriel Souza               | PMDB    | 39.998  | 0,65% | Tramandaí                 | Rio Grande do Sul  |
| 13631  | Miriam Marroni              | PT      | 39.409  | 0,65% | Pelotas                   | Rio Grande do Sul  |
| 15170  | Álvaro Boessio              | PMDB    | 37.933  | 0,62% | Veranópolis               | Rio Grande do Sul  |
| 12777  | Enio Bacci                  | PDT     | 37.148  | 0,61% | Lajeado                   | Rio Grande do Sul  |
| 15160  | Gilberto Capoani            | PMDB    | 36.535  | 0,60% | Sertão                    | Rio Grande do Sul  |
| 11333  | Sérgio Turra                | PP      | 36.518  | 0,60% | Marau                     | Rio Grande do Sul  |
| 50000  | Pedro Ruas                  | PSOL    | 36.230  | 0,59% | Porto Alegre              | Rio Grande do Sul  |
| 11112  | João Fischer                | PP      | 35.696  | 0,58% | Taquara                   | Rio Grande do Sul  |
| 13030  | Altemir Tortelli            | PT      | 33.879  | 0,55% | Jacutinga                 | Rio Grande do Sul  |
| 12456  | Diogenes Luis Basegio       | PDT     | 33.829  | 0,55% | Passo Fundo               | Rio Grande do Sul  |
| 22222  | Volnei da Silva Alves       | PR      | 33.255  | 0,54% | Palmeira das Missões      | Rio Grande do Sul  |
| 15777  | Tiago Simon                 | PMDB    | 32.717  | 0,54% | Porto Alegre              | Rio Grande do Sul  |
| 45123  | Adilson Troca               | PSDB    | 32.579  | 0,53% | Rio Grande                | Rio Grande do Sul  |
| 13013  | Adão Villaverde             | PT      | 31.927  | 0,52% | Alegrete                  | Rio Grande do Sul  |
| 40414  | Liziane Bayer               | PSB     | 29.121  | 0,48% | São Pedro do Sul          | Rio Grande do Sul  |
| 40400  | Miki Breier                 | PSB     | 28.855  | 0,47% | Cachoeirinha              | Rio Grande do Sul  |
| 23200  | Any Ortiz                   | PPS     | 22.553  | 0,37% | Canoas                    | Rio Grande do Sul  |
| 65665  | Juliano Roso                | PCdoB   | 17.092  | 0,28% | Nonoai                    | Rio Grande do Sul  |
| 54999  | Miguel Bianchini            | PPL     | 13.515  | 0,22% | Santiago                  | Rio Grande do Sul  |
| 43143  | João Reinelli               | PV      | 9.098   | 0,15% | Nova Prata                | Rio Grande do Sul  |

Nota
[a] ^ Em 2016 Edu Olivera assumiu efetivamente a vaga de Deputado Estadual, deixada por Mário Jardel que foi cassado..